# Raimund Baumschlager

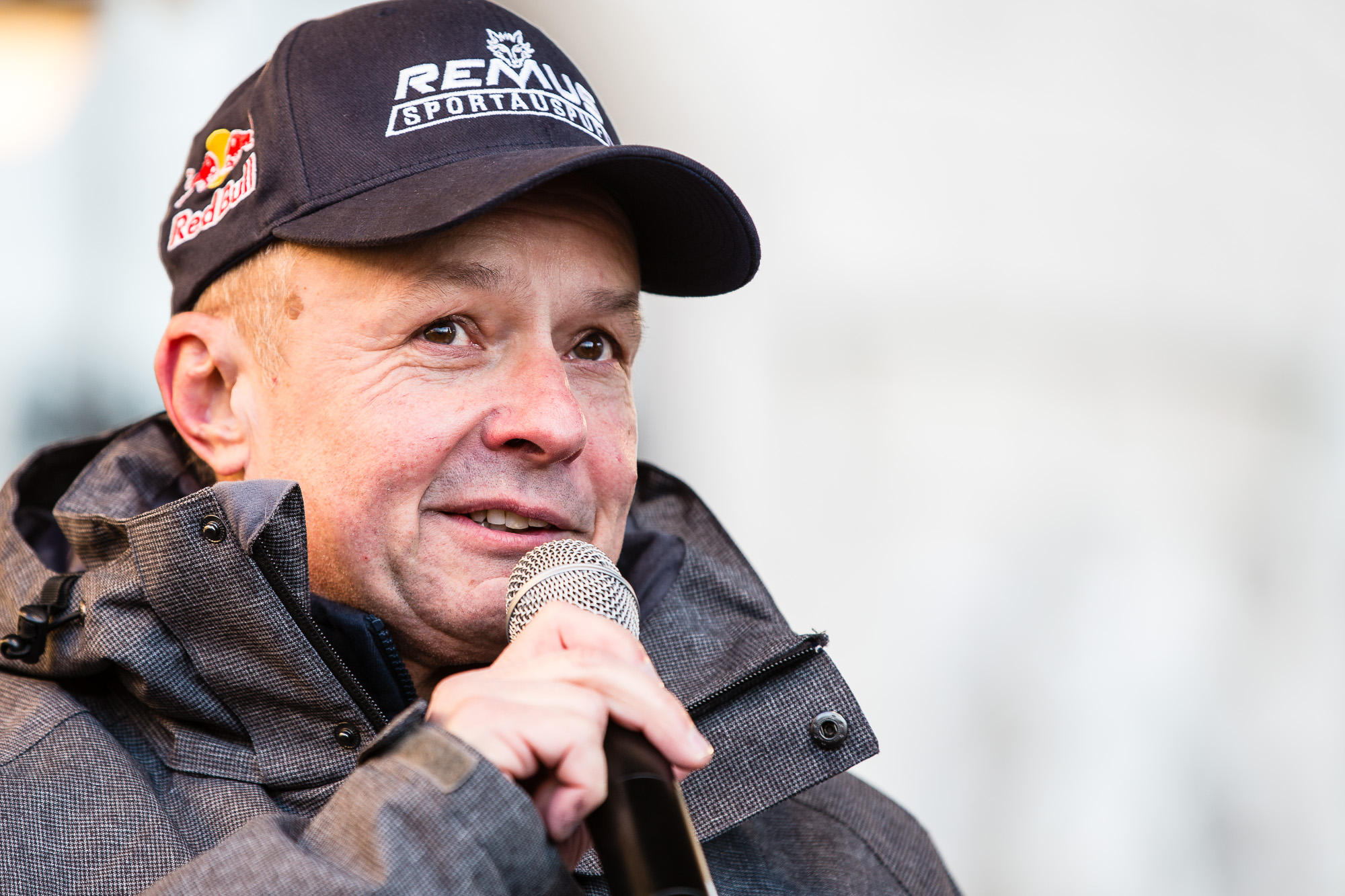
Raimund Baumschlager bei der Publikumsveranstaltung "ÖAMTC Welt des Motorsports" Begleitend zu FIA Gala in der Wiener Hofburg am Freitag, 2. Dezember 2016 am Wiener Heldenplatz

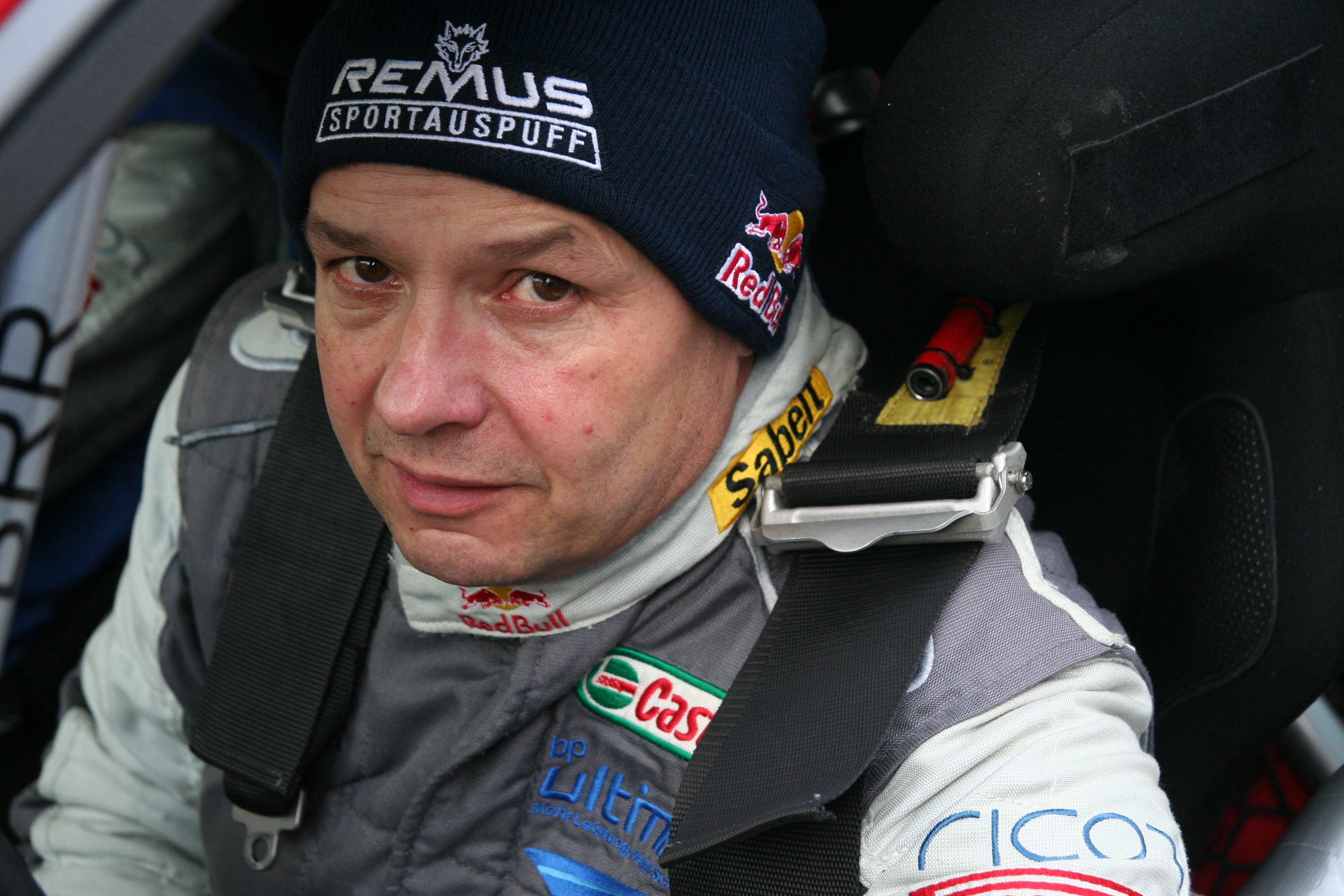
Raimund Baumschlager bei der Jänner-Rallye 2008

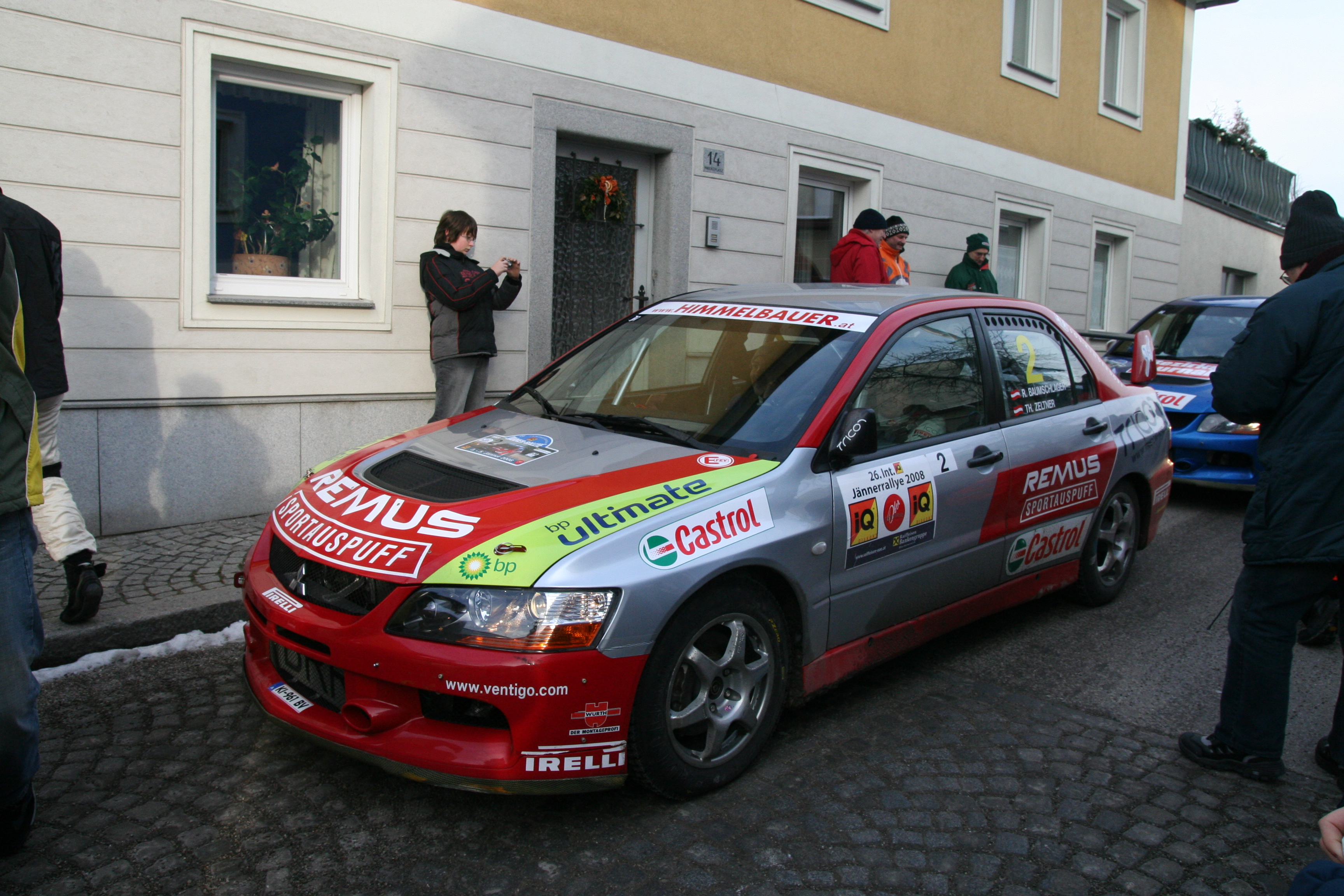
Raimund Baumschlager bei der Jänner-Rallye 2008 mit einem Mitsubishi Lancer Evo IX

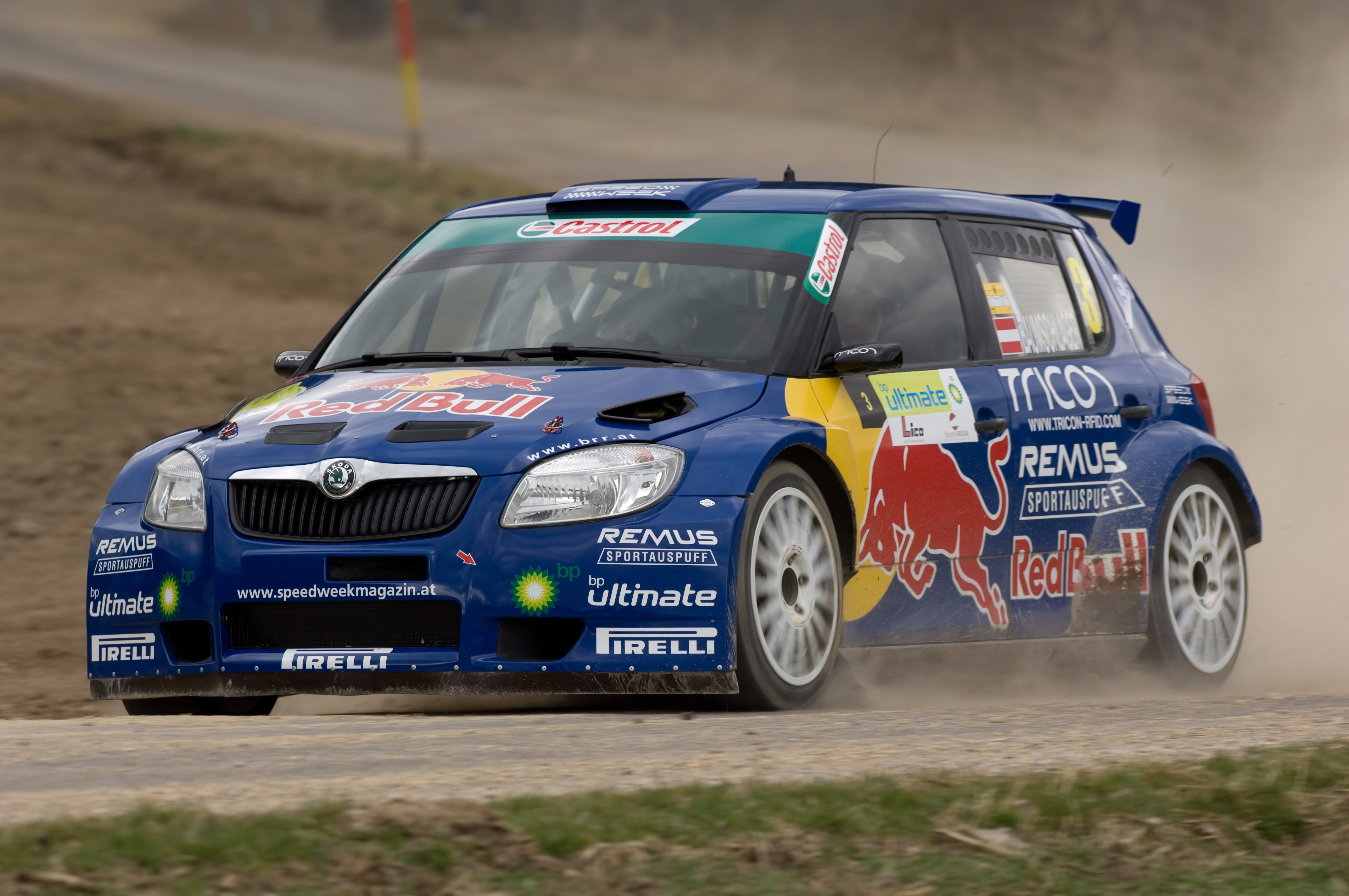
Raimund Baumschlager bei der Lavanttal-Rallye 2009 mit einem Škoda Fabia S2000

Raimund („Mundl“) Baumschlager (* 25. November 1959 in Rosenau am Hengstpaß) ist ein österreichischer Rallyefahrer und mehrfacher Österreichischer Staatsmeister im Rallyesport. Seinen ersten Rallye-Gesamtsieg konnte er 1986 mit einem Opel Manta B i400 erringen. In der Folge war er bis 2000 Werksfahrer bei VW. Raimund Baumschlager ist verheiratet und Vater einer Tochter.

## Karriere
Baumschlager hat 1978 den Motorsportfahrerschein absolviert und startete danach in verschiedenen Slalomrennen. Im Jahr 1982 ging er bei der Pyhrn-Eisenwurzen-Rallye zum ersten Mal bei einer Rallye an den Start. Zwischen 1982 und 1985 fuhr er mit geringen finanziellen Mitteln in verschiedenen Fahrzeugen bei der Österreichischen Rallye-Staatsmeisterschaft mit. Als er sein Talent zeigen konnte, wurde er ein Jahr später ins oberösterreichischen Rallye-Team aufgenommen. Seit 1986 ist er auch bei einigen Rennen der European Rallycross Car unterwegs. 1987 nahm er erstmals an der Rallye-Weltmeisterschaft teil, er hat bis heute an 12 Rallyewertungsläufen teilgenommen. 1993 gewann er zum ersten Mal die Gesamtwertung der Österreichischen Rallye-Staatsmeisterschaft.
1995 nahm Baumschlager mit VW an den 24-Stunden-Rennen in Spa und am Nürburgring teil, 1997 wurde er Vierter in Spa bei den 24-Stunden-Rennen. 1999 fuhr er neben seinem Rallyeengagement auch den ADAC VW New Beetle Cup und kam in der Gesamtwertung auf den 12. Platz.
Von 2003 bis 2010 wurde er acht Mal hintereinander in der Österreichischen Rallye-Staatsmeisterschaft Staatsmeister, davon sechs Mal mit einem Mitsubishi Lancer Evolution, die beiden letzten Male mit einem Škoda Fabia S2000. Weitere Staatsmeistertitel in der Österreichischen Rallye-Staatsmeisterschaft erreichte er in den Jahren 2012 bis 2015 sowie 2017; 2014 erreichte er den zwölften und somit den Rekord-Staatsmeistertitel in Österreich.
2004 wurde er Sieger der Dieselklasse beim 24-Stunden-Rennen am Nürburgring.
Bei der Mitropa Rallye 2005 kam er in der Gesamtwertung auf den zweiten Platz. Baumschlager wurde 2009 Oberösterreichs Sportler des Jahres.

### Unternehmen
2003 gründete er die Firma Baumschlager Rallye & Racing GmbH (BRR), die unter anderem Fahrzeugbau und Rallyebetreuung anbietet. In dieser Firma ist Baumschlager auch als Berater und bei Entwicklungsarbeiten als Testfahrer beteiligt.

## Auszeichnungen
- 2018: Mostdipf-Preis[3]